# Calystegia peirsonii
Calystegia peirsonii là một loài thực vật có hoa trong họ Bìm bìm. Loài này được (Abrams) Brummitt mô tả khoa học đầu tiên năm 1965.